# ماركوس رينسفورد
ماركوس رينسفورد (بالإنجليزية: Marcus Rainsford)‏ كان ضابطًا في الجيش البريطاني شارك في معركة كامدن 1780، خلال حرب الاستقلال الأمريكية. نشر كتابًا تاريخيًا عن الإمبراطورية السوداء في مدينة هايتي بلندن عام 1805.

## السيرة الذاتية
كان رينسفورد الابن الاصغر لإدوارد رينسفورد ولد عام 1750. تلقى تعليمه في كلية ترينيتي في دبلن وحصل على الماجستير في عام 1773، وانضم إلى المتطوعين الأيرلنديين (القرن الثامن عشر) في عام 1779.
شارك في الفوج 105 بقيادة فرانسيس. خلال حرب الاستقلال الأمريكية شارك في معركة كامدن في عام 1780. شارك في حملة الفلاندرز تحت قيادة فريدريك دوق يورك وألباني في عام 1794. زار سانت دومينغو في عام 1799 وأجرى مقابلة مع توسانت. ثم قُبض عليه وحُكم عليه بالإعدام بتهمة الجاسوسية، أطلق سراحه في نهاية المطاف. توفي رينزفورد في 4 نوفمبر 1817 ودفن في سانت جايلز في لندن إنجلترا.

## أعماله
- مذكرة عن المعاملات التي جرت في سانت دومينجو في ربيع عام 1799 (لندن 1802؛ الطبعة الثانية)
- الإمبراطورية السوداء في مدينة هايتي بلندن عام 1805.
- قصيدة في البطولة والثورة (لندن 1801، الطبعة الثانية)